# Juliette Atkinson
Juliette Paxton Atkinson Buxton, ameriška tenisačica, * 15. april 1873, Rahway, New Jersey, ZDA, † 12. januar 1944, Lawrenceville, Illinois, ZDA.
Juliette Atkinson je v posamični konkurenci štirikrat nastopila v finalu turnirja za Nacionalno prvenstvo ZDA, od tega je zmagala trikrat, v letih 1895, 1897 in 1898, leta 1896 pa jo je premagala Elisabeth Moore. Turnir je osvojila tudi sedemkrat v konkurenci ženskih dvojic, v letih 1894, 1895, 1896, 1897, 1898, 1901 in 1902, in trikrat v mešanih dvojicah, v letih 1894, 1895 in 1896. Leta 1974 je bila sprejeta v Mednarodni teniški hram slavnih.

### Posamično (4)

#### Zmage (3)
| Leto | Turnir                       | Nasprotnica v finalu | Rezultat finala         |
| 1895 | Nacionalno prvenstvo ZDA     | Helen Hellwig        | 6–4, 6–2, 6–1           |
| 1897 | Nacionalno prvenstvo ZDA (2) | Elisabeth Moore      | 6–3, 6–3, 4–6, 3–6, 6–3 |
| 1898 | Nacionalno prvenstvo ZDA (3) | Marion Jones         | 6–3, 5–7, 6–4, 2–6, 7–5 |

#### Porazi (1)
| Leto | Turnir                   | Nasprotnica v finalu | Rezultat finala    |
| 1896 | Nacionalno prvenstvo ZDA | Elisabeth Moore      | 4–6, 6–4, 2–6, 2–6 |

### Mešane dvojice (3)

#### Zmage (3)
| Leto | Turnir                       | Partner          | Nasprotnika v finalu            | Rezultat finala |
| 1894 | Nacionalno prvenstvo ZDA     | Edwin P. Fischer | Mrs. McFadden Gustav Remak, Jr. | 6–3, 6–2, 6–1   |
| 1895 | Nacionalno prvenstvo ZDA (2) | Edwin P. Fischer | Amy R. Williams Mantle Fielding | 4–6, 8–6, 6–2   |
| 1896 | Nacionalno prvenstvo ZDA (3) | Edwin P. Fischer | Amy R. Williams Mantle Fielding | 6–2, 6–3, 6–3   |